# Anna Sophia Polak
Anna Sophia Polak (Róterdam, Países Bajos; 27 de abril de 1874-Auschwitz, Polonia; 26 de febrero de 1943) fue una escritora neerlandesa de origen judío. Fue directora de la Oficina Nacional del Trabajo de la Mujer de 1908 a 1936. Murió asesinada en el campo de concentración de Auschwitz.